# 紫金街道 (丽水市)
紫金街道，是中华人民共和国浙江省丽水市莲都区下辖的一个街道办事处。

## 行政区划
紫金街道下辖以下地区：
永晖社区、金苑社区、万丰社区、大洋河社区、西银苑社区、东银苑社区、东升社区、大众村、海潮村、新建村、厦河村、城东村、古城村、水东村、芦埠村、塔下村、黄泥墩村、河村、余庄村、祝村、杨梅岗村、开潭村、瀑泉村、风化村、湾岙村、下坑村、金东村和水岭根村。